# George Walton
George Walton (ur. w 1749 lub 1750 roku – zm. 2 lutego 1804 roku) – amerykański prawnik i polityk, gubernator Georgii, senator.
W latach 1776, 1777, 1780 i 1781 był delegatem na Kongres Kontynentalny, gdzie został jednym z sygnatariuszy deklaracji niepodległości Stanów Zjednoczonych. Brał czynny udział w wojnie o niepodległość Stanów Zjednoczonych w randze pułkownika. Podczas oblężenia Savannah został ranny, pojmany przez Brytyjczyków i spędził w ich niewoli kilka miesięcy.
Dwukrotnie, w 1779 i w 1789 roku został gubernatorem Georgii. Przez kilka miesięcy w latach 1795–1796 podczas czwartej kadencji Kongresu Stanów Zjednoczonych reprezentował ten stan w Senacie Stanów Zjednoczonych.